# Contre-rejet
 (avril 2025).
La mise en forme du texte ne suit pas les recommandations de Wikipédia : il faut le « wikifier ».
Les points d'amélioration suivants sont les cas les plus fréquents. Le détail des points à revoir est peut-être précisé sur la page de discussion.
- Les titres sont pré-formatés par le logiciel. Ils ne sont ni en capitales, ni en gras.
- Le texte ne doit pas être écrit en capitales (les noms de famille non plus), ni en gras, ni en italique, ni en « petit »…
- Le gras n'est utilisé que pour surligner le titre de l'article dans l'introduction, une seule fois.
- L'italique est rarement utilisé : mots en langue étrangère, titres d'œuvres, noms de bateaux, etc.
- Les citations ne sont pas en italique mais en corps de texte normal. Elles sont entourées par des guillemets français : « et ».
- Les listes à puces sont à éviter, des paragraphes rédigés étant largement préférés. Les tableaux sont à réserver à la présentation de données structurées (résultats, etc.).
- Les appels de note de bas de page (petits chiffres en exposant, introduits par l'outil «  Source ») sont à placer entre la fin de phrase et le point final[comme ça].
- Les liens internes (vers d'autres articles de Wikipédia) sont à choisir avec parcimonie. Créez des liens vers des articles approfondissant le sujet. Les termes génériques sans rapport avec le sujet sont à éviter, ainsi que les répétitions de liens vers un même terme.
- Les liens externes sont à placer uniquement dans une section « Liens externes », à la fin de l'article. Ces liens sont à choisir avec parcimonie suivant les règles définies. Si un lien sert de source à l'article, son insertion dans le texte est à faire par les notes de bas de page.
- La présentation des références doit suivre les conventions bibliographiques. Il est recommandé d'utiliser les modèles {{Ouvrage}}, {{Chapitre}}, {{Article}}, {{Lien web}} et/ou {{Bibliographie}}. Le mode d'édition visuel peut mettre en forme automatiquement les références.
- Insérer une infobox (cadre d'informations à droite) n'est pas obligatoire pour parachever la mise en page.

Pour une aide détaillée, merci de consulter Aide:Wikification.
Si vous pensez que ces points ont été résolus, vous pouvez retirer ce bandeau et améliorer la mise en forme d'un autre article.
Le contre-rejet est un métrique qui consiste à placer à la fin du vers un mot ou un groupe de mots qui appartiennent, par la construction syntaxique et le sens, au vers suivant grâce à un enjambement.
Le contre-rejet n'existe que s'il est constitué par un élément bref (quelques syllabes précédées d’une coupe marquée) lié syntaxiquement au vers suivant mais mis en relief en jouant sur l'atténuation forte de la pause attendue à la fin du vers.
Le contre-rejet a été recherché à partir de la poésie romantique comme une marque de liberté et d’expressivité. 
Le contre-rejet permet la mise mise en valeur d'un mot.

## Exemples
Souvenir, souvenir que me veux-tu ? L'automne
Faisait voler la grive à travers l'air atone
Verlaine, « Nevermore », Poèmes saturniens
ou encore :
Et de longs corbillards, sans tambours ni musique,
Défilent lentement dans mon âme ; l'Espoir,
Vaincu, pleure, et l'Angoisse atroce, despotique,
Sur mon crâne incliné plante son drapeau noir.
Baudelaire, « Spleen », Les Fleurs du Mal

## Remarques
- Le procédé opposé (mise en valeur d’un élément bref au début du vers suivant.) s’appelle le rejet.

- On rencontre parfois l’association des deux procédés (rejet et contre-rejet) pour renforcer l’effet stylistique. Exemples :

- « L’empereur se tourna vers Dieu ; l’homme de gloire
Trembla, Napoléon comprit qu’il expiait… » Victor Hugo - « L’Expiation », vers 62-63 Les Châtiments

- « Et, l’Amour comblant tout, hormis
La faim, sorbets et confitures
Nous préservent des courbatures. » Verlaine – Les fêtes galantes – « Cythère »(vers 10-14)